# アメリカンフットボール大韓民国代表
アメリカンフットボール大韓民国代表は、大韓民国のアメリカンフットボールナショナルチームである。
1999年のW杯開催に合わせ結成。これまで2大会連続で予選敗退だったが2007年大会で初出場を果たした。リーグ戦では全敗だったものの、5位決定戦でフランスから本大会初勝利を上げた。
2007年W杯代表選手の3分の1は在日コリアンで占めている。
2007年は大阪産業大学ライオンズの監督でもある茨木克治が務めた。

## 国際大会成績

### ワールドカップ
- 1999年：地区予選敗退
- 2003年：地区予選敗退
- 2007年：5位
- 2011年：地区予選敗退